# العائد (مسلسل)
العائد، مسلسل مصري صدر سنة 2008، من إخراج محمد النجار وبطولة ياسر جلال وفتحي عبدالوهاب

## ملخص القصة
يرصد المسلسل الأحداث السياسية والاجتماعية والاقتصادية في الفترة بين 1950 إلى عام 1985، من خلال قصة الحب بين فريال الفتاة الرقيقة بنت الباشا التي تقع في غرام حربي ابن خولي العزبة، ويستمر الصراع بين أسرة الباشا خاصة ابنه عابد المستبد الشرير وبين أسرة الخولي وابنه.

## الممثلون
ياسر جلال
فتحي عبدالوهاب
رانيا يوسف
احمد راتب
يوسف عثمان